# Daniel Botwe

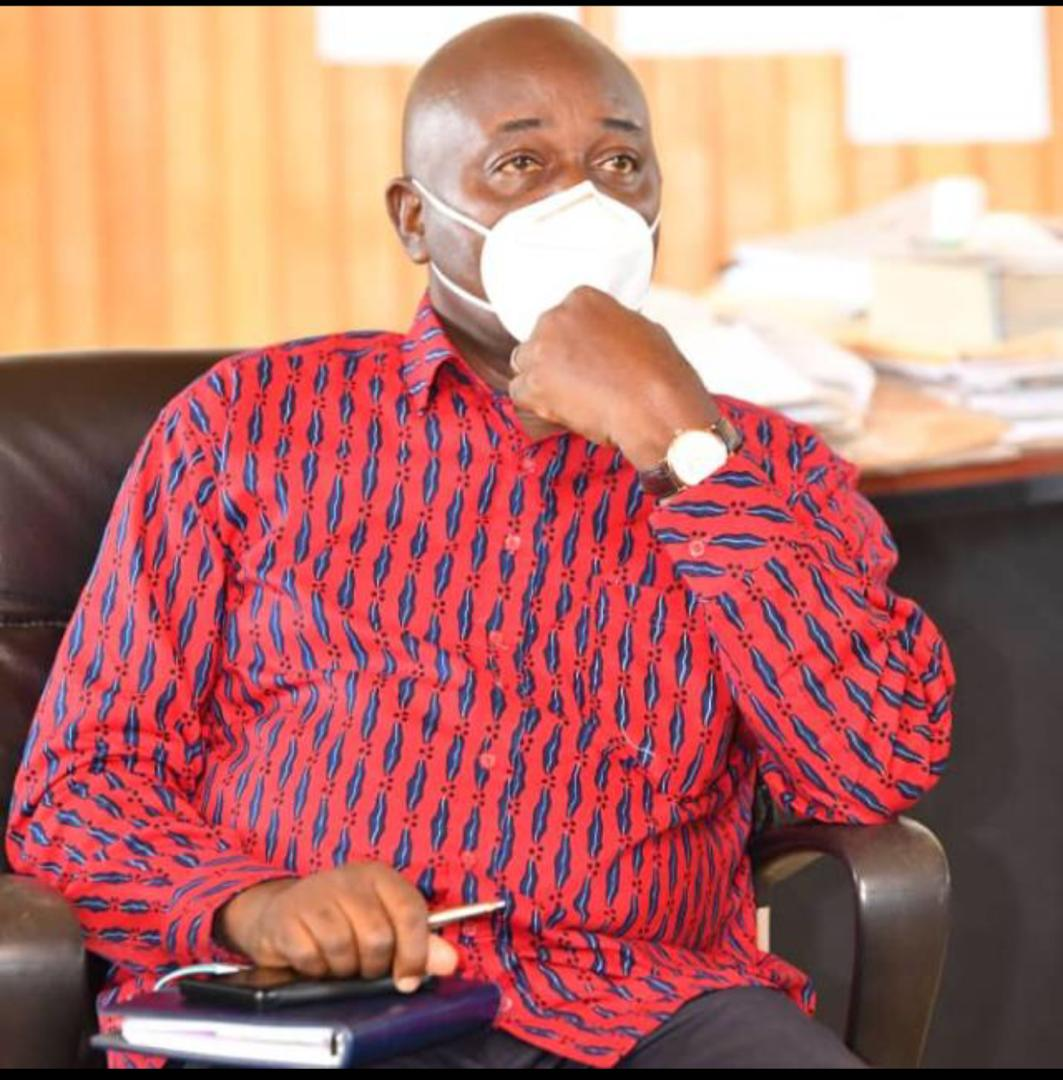
Daniel Botwe, 2021

Daniel Botwe (* 26. Februar 1958) ist ein ghanaischer Politiker. Seit Februar 2005 ist er Minister für Information in der Regierung von John Agyekum Kufuor. Er stammt aus Anum-Boso in der Eastern Region.
Zwischen 1963 und 1971 besuchte er die presbyterianische Grund- und Mittelschule in Mabang-Ahafo im Ahafo Ano North District in der Ashanti Region. An der Kumasi Academie machte er seinen GCE-O und wechselte zwischen 1977 und 1979 an die Achimota School, an der er sein GCE-A-Zertifikat ablegte. Zwischen 1980 und 1984 absolvierte Botwe ein Informatikstudium an der Kwame Nkrumah University of Science and Technology und schloss dieses mit dem Bachelor (BSc) ab.
Seit seinem Studium arbeitete Botwe für verschiedene private und öffentlichen Unternehmen, wie etwa des Cocoa Marketing Board zwischen 1985 und 1993. Zwischen 1993 und 1996 war Botwe Direktor der Firma Palb Pharmaceuticals. 1996 wurde er Direktor der Danmoud Limited.
Seit 1996 ist Botwe Direktor für Untersuchungen und Veranstaltungen der New Patriotic Party (NPP). Nach dieser Position wurde er im Jahr 1998 Generalsekretär der NPP und wurde im Februar 2005 aus dieser Stellung von Präsident Kufuor zum Minister für Informationen ernannt.